# シヌログ

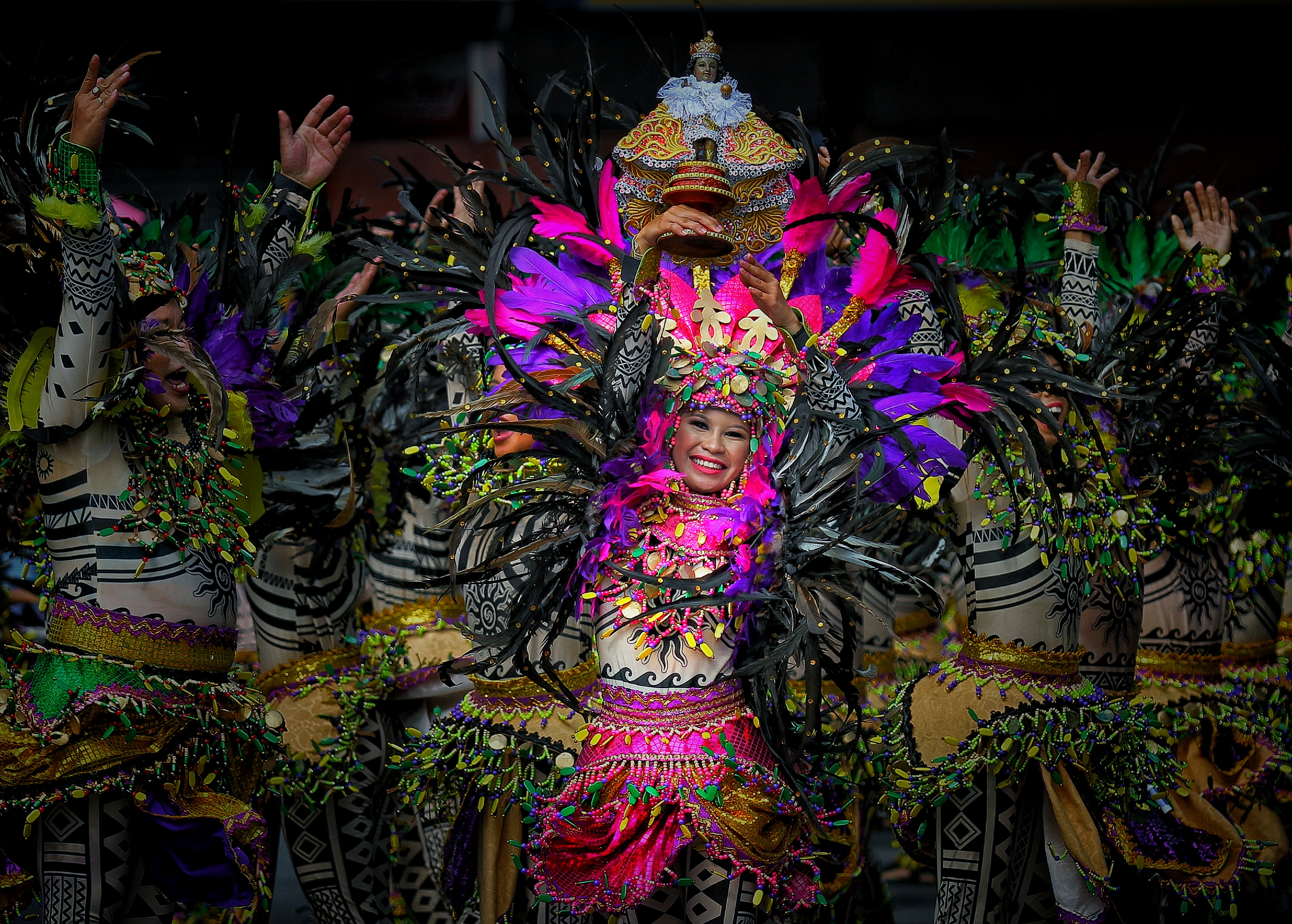
サントニーニョ像を掲げ踊る人々

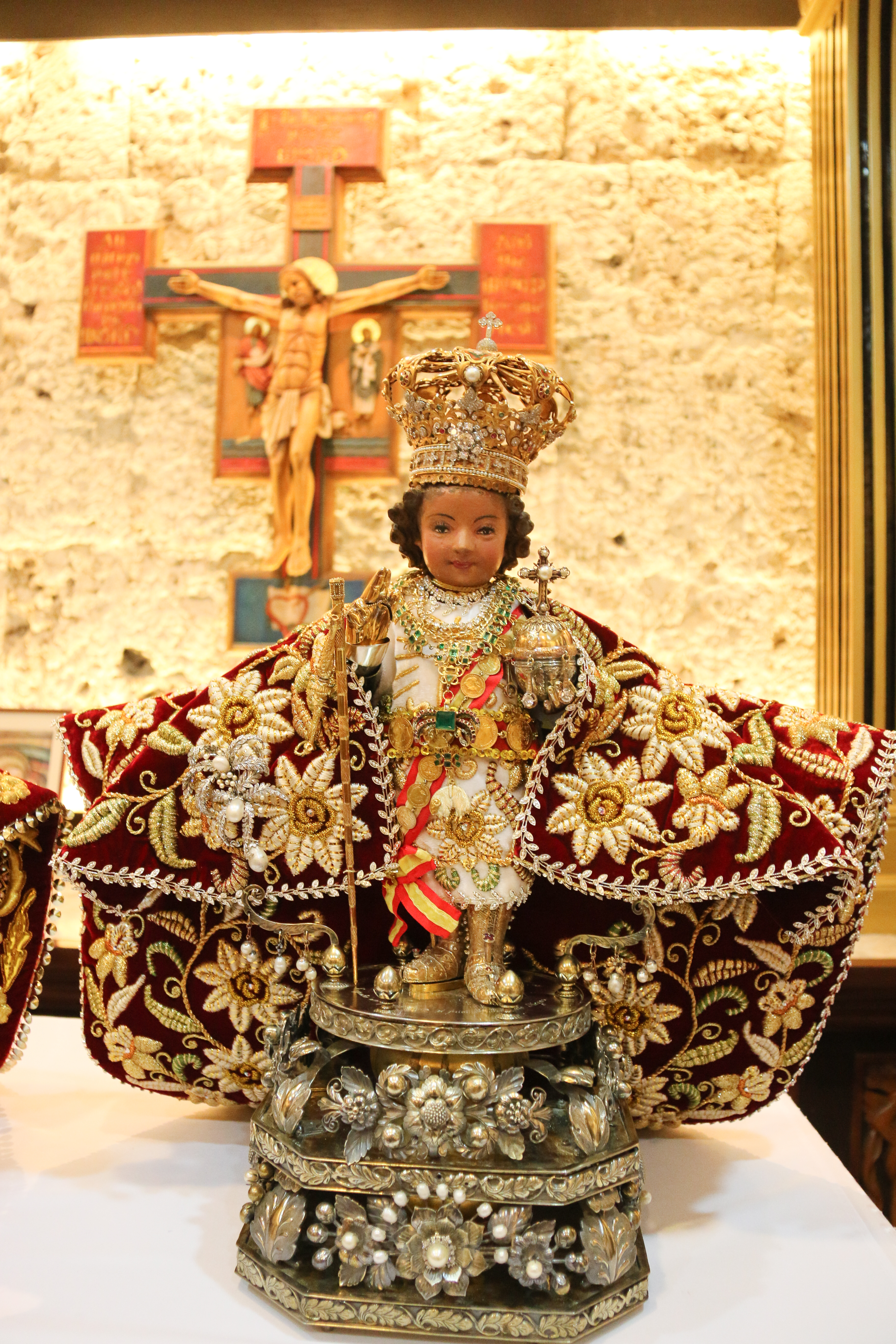
サントニーニョ像

シヌログサントニーニョ祭（英語: Sinulog-Santo Niño Festival）は、フィリピンのセブ市で毎年1月の第3日曜日に開催される、カトリック教の祭礼。イエスの幼少時代を表すサントニーニョを記念する祭。
この祭りは、フィリピンで最も人気のある祭りであり、毎年100～200万人の人々が全世界から訪れる。宗教上の催しだけでなく、祭りの最終日と前日の夜に行われるパレードもまた有名で、オスメニアサークル周辺は、毎年祭りを祝う若者で活気付く。